# 津津見沙月
津津見沙月（1974年12月17日—）是日本的女性聲優，兵庫縣出身。所屬ARTSVISION。本名與舊藝名都是出口佳代（でぐち かよ）。以前所屬81 Produce。是言靈群團「夢吽空」的團員。

## 演出作品

### 電視動畫
1998年
- 玲音（在一起的年輕女性）
- 星方武俠（老奶奶）
- 爆走兄弟Let's & Go!!MAX（修）

1999年
- 機獸（羅莎、操作人員、孩子們）

2000年
- 萬有引力（記者）
- 懦弱鬼哈利（女子學生們、護士）
- 可愛巧虎島（不可思議的伴奏、芙麗琪）
- 多芝和可莉的故事

2001年
- 阿貴（阿貴的媽媽 其他）
- 天使的尾巴（阿姨、女教師、店員）
- 機獸新世紀0（白衣服的少女）
- 娜吉卡電擊作戰
- 神奇寶貝（小孩子）

2002年
- 盜賊王JING
- 天使特警（記者）
- 神奇寶貝（霸王花）

2003年
- 坦克王（妻子、村姑）

2004年
- 阿貴愛你唷（阿貴的媽媽 其他）
- 阿嘉莎·克莉絲蒂的名偵探白羅與瑪波（賴金夫人）
- 火鳥（侍女）
- 薔薇少女（女性朋友）

2005年
- 超多阿貴愛你唷（阿貴的媽媽 其他）
- 蜜桃女孩（東寺的母親）

2007年
- 結界師（骨太郎）

### OVA
- 捍衛者21（女學生B）

### 遊戲
- 餓狼傳說 WILD AMBITION（千堂鶇）※出口佳代名義
- 吸血鬼恐慌（市民）※出口佳代名義
- 莎木II（紅秀瑛）※出口佳代名義
- shinobi（朱刃）
- 大金剛 噴射木桶賽
- 大金剛 森林登山者
- Pop'n Pop（鮑比）
- Muv-Luv全年齡版（天野原翠子）※出口佳代名義
- 全民高爾夫 Portable 2（小茜）

### 連續劇CD
- 動畫店長（孩子）※出口佳代名義
- L的季節（博史/月守）※出口佳代名義
- Weiß kreuz Dramatic Image Album III SCHWARZ I（電視的聲音（女性））※出口佳代名義

### 外語配音
- 秋日童話（李康姫【徐友貞】）※出口佳代名義
- 孤兒怨（丹尼爾・柯爾曼【吉米·班奈特】）
- 在黑暗中漫舞（珍・傑澤克【薇拉蒂卡·柯斯蒂克】）※出口佳代名義
- 天國的階梯（孫甄姬【金熙慧】）※出口佳代名義
- 致命突擊隊 ※出口佳代名義
- 怪醫杜立德（瑪雅・杜立德【凱拉·普拉特】）※出口佳代名義
- 怪醫杜立德2（瑪雅・杜立德【凱拉·普拉特】）※出口佳代名義
- 隨身變※出口佳代名義
- 金剛戰士最後的銀河（積體電路天使【芭芭拉·古森】）※出口佳代名義
- 怪胎們（蜜莉・肯特納【莎拉·海根】）※出口佳代名義
- 烈愛灼身（珂琳【妮克·魯賓遜】）※出口佳代名義
- 我叫金三順（張彩麗【李有美】）
- 跳出我天地

### 其他
- 本流（旁白）

## 外部連結
- ARTSVISION公開簡歷